# Trudie Lamb-Richmond
Trudie Lamb-Richmond és membre de la Nació Tribal Schaghticoke i s'ha involucrat en la política i educació dels amerindis dels Estats Units durant quaranta anys.

## Biografia
Graduada a la Universitat de Long Island, amb un master en antropologia de la Universitat de Connecticut i un mestratge en Educació de la Bank Street College of Education, Richmond ha escrit i editat diverses publicacions, projectes i exhibicions educatives. Aquestes inclouen The Spirit of the Drum (1986) i Perspectives: Authentic Voices of Native Americans (1996). És directora de Programes Públics del Mashantucket Pequot Museum & Research Center, a la reserva Mashantucket Pequot, i fou directora d'Educació per a Programes Públics de l'Institut per a Estudis Amerindis a Washington (Connecticut) de 1988 a 1993 i director assistent de 1993 a 1996. Ha estat co-fundadora d'American Indians for Development (A.I.D.) el 1974 i n'ha estat directora assistent fins al 1986. El 1987 el Governador de Connecticut (William O'Neill), assignà a Richmond un grup de treball sobre qüestions indígenes. Va ser membre del Consell d'Afers Indis de Connecticut (CIAC) el 1974-1985 i també ha estat membre del Comitè del Patrimoni Nadiu Americà com a nomenat pel legislatiu. Richmond is a Native storyteller and still gives seminars in Ledyard, Connecticut.